# Endocrinologie
Endocrinologia (de la endocrin + sufixul ologie) este o ramură a biologiei și medicinii care se ocupă de sistemul endocrin, de bolile sale și de secrețiile sale specifice cunoscute sub numele de hormoni. De asemenea, este preocupat de integrarea evenimentelor de dezvoltare cum ar fi proliferarea, creșterea și diferențierea în metabolismul, creșterea și dezvoltarea, funcțiile țesutului, somnul, digestia, respirația, excreția, starea de spirit, stresul, lactația, mișcarea, reproducerea și percepția senzorială cauzate de hormoni. Specializările includ endocrinologie comportamentală și endocrinologie comparativă.
Sistemul endocrin este format din mai multe glande, toate în diferite părți ale corpului, care secretă hormoni direct în sânge, mai degrabă decât într-un sistem de conducte. Prin urmare, glandele endocrine sunt considerate glande fără conducte. Hormonii au multe funcții diferite și moduri de acțiune; un hormon poate avea mai multe efecte asupra diferitelor organe țintă, și, invers, un organ țintă poate fi afectat de mai mult de un hormon.